# Боголюбов, Андрей Андреевич
Андрей Андреевич Боголюбов (1841—1909) — русский военный деятель, генерал от инфантерии, участник русско-турецкой войны 1877—1878 гг., губернатор Закаспийской области, военный востоковед и исследователь Средней Азии.

## Биография
Родился 27 ноября (9 декабря) 1841 года. Воспитание получил в Александровском кадетском корпусе и 2-м военном Константиновском училище, из которого выпущен 16 июня 1860 года с производством в поручики и зачислен в 6-й стрелковый батальон.
Переведённый в 1863 году в лейб-гвардии Литовский полк, Боголюбов принял участие в подавлении польского мятежа. По окончании военных действий Боголюбов в чине штабс-капитана был переведён в новосформированный 160-й пехотный Абхазский полк.
В 1864 году, будучи произведён 13 декабря в штабс-капитаны, поступил в Академию Генерального штаба, которую окончил с малой серебряной медалью и назначен в Варшавский военный округ, а затем в Военно-учёный комитет, где занят был составлением военно-статистических сборников. 4 ноября 1866 года произведён в капитаны, а 13 апреля 1868 года переименован в штабс-капитаны Генерального штаба, 20 апреля 1869 года получил чин капитана и 16 апреля 1872 года — подполковника.
В 1873 году за редактирование и подготовку к изданию сборника «Стратегические исследования австрийских военных людей о войне Австрии с Россией» награждён орденом св. Станислава 2-й степени и 13 апреля 1875 года произведён в полковники.
В 1876 году, по Высочайшему повелению, командирован в главную квартиру князя Черногорского, при котором и состоял во время русско-турецкой войны. За отличия в военных действиях против турок награждён золотой саблей с надписью «За храбрость» и орденом св. Анны 2-й степени с мечами. С началом переговоров о мире состоял при генерал-адъютанте Игнатьеве; командирован в Лондон в распоряжение графа Шувалова, а во время Берлинского конгресса состоял делегатом в международной комиссии по определению границ Болгарского княжества.
19 февраля 1879 года Боголюбов был назначен флигель-адъютантом Его Императорского Величества и награждён орденом св. Владимира 3-й степени. 1 января 1881 года Боголюбов был назначен старшим делопроизводителем Учёного комитета Главного штаба, делопроизводителем и членом Комиссии по перевооружению армии и по вооружению крепостей, в которой деятельно работал по всем крепостным вопросам до 1898 года, что сделало Боголюбова одним из авторитетнейших знатоков этого дела и ближайшим советником в этой области начальника Главного штаба генерала Обручева и военного министра генерал-адъютанта Ванновского; 30 августа 1885 года Боголюбов был произведён в генерал-майоры, 30 августа 1893 года получил чин генерал-лейтенанта.
Особое влияние оказывал Боголюбов в деле крепостного строительства за время состояния (с 1884 г.) делопроизводителем особой распорядительной комиссии по постройке крепостей под председательством военного министра. Ряд многочисленных командировок по крепостям и временное командование крепостями Ковно и Новогеоргиевском (в 1892 и 1893 гг.) усилили его компетенцию с практической стороны. Инициатива вопроса о крепостных железных дорогах и первоначальная разработка его принадлежат Боголюбову, а в 1896 г. он назначен строителем полевых железных дорог.
5 октября 1898 года Боголюбов заменил генерал-адъютанта Куропаткина на посту губернатора Закаспийской области, где много содействовал развитию русских поселений; 19 марта 1901 года назначен командиром 5-го армейского корпуса, а 5 июня следующего года — помощником командующего войсками Варшавского военного округа по управлению Варшавским укреплённым районом, где поставил Плацдарменный корпус (из резервных дивизий) на должную высоту боевой подготовки; 28 марта 1904 года произведён в генералы от инфантерии.
Высочайшим приказом от 19 мая 1906 года уволен от службы по домашним обстоятельствам с мундиром и пенсией. Скончался в Петербурге 27 января (9 февраля) 1909 года.
Полный энергии, знаний и инициативы, Боголюбов отличался недюжинным умом и большим художественным талантом; учредил Пензенское училище живописи, куда пожертвовал богатую коллекцию картин, а знаменитую коллекцию восточных ковров, иллюстрированное описание коих издано им в Лейпциге, завещал музею Императора Александра III.
В честь А. А. Боголюбова был назван мыс (Карское море, Новая Земля; мыс открыт в 1835 году А. К. Циволько; в 1901 году мыс был описан и назван в честь Боголюбова экспедицией художника А. А. Борисова, которому Боголюбов оказал помощь при поступлении в художественную школу).
Старший брат А. А. Боголюбова, Иван Андреевич, также был генералом и занимал должности директора 2-го Оренбургского и Псковского  кадетских корпусов; младший брат, Алексей Андреевич, в чине полковника был тяжело ранен при обороне Шипки и, до конца не оправившись от ран, умер в 1881 году.

## Награды
- орден Святой Анны 3-й степени (1870 год)
- орден Святого Владимира 4-й степени (1871 год)
- орден Святого Станислава 2-й степени (1873 год)
- Золотое оружие «За храбрость» (1877 год)
- орден Святой Анны 2-й степени с мечами (1877 год)
- орден Святого Владимира 3-й степени (1880 год)
- орден Святого Станислава 1-й степени (1888 год)
- орден Святой Анны 1-й степени (1891 год)
- орден Святого Владимира 2-й степени (1895 год)
- орден Белого орла (1901 год)
- орден Святого Александра Невского (1 января 1905 года)